# Dumingag
Dumingag é um município de  segunda classe de renda municipal (d) na província Zamboanga do Sul, nas Filipinas. De acordo com o censo de 1 de maio  de  2020 possui uma população de 48 881 pessoas e 11 334 domicílios.